# Remote Desktop Services
Remote Desktop Services, anteriormente conhecido como Terminal Services, é um dos componentes do Microsoft Windows que permite a um utilizador o acesso a informação e programas em um computador remoto através de uma ligação de rede. Para isso ele utiliza o protocolo Remote Desktop Protocol (RDP).  O local de trabalho consiste em uma área de trabalho do Windows que não está instalada no computador local, mas em um servidor localizado em outro lugar ou em uma área de trabalho remota.
Terminal Services é uma implementação da Microsoft de computação de Thin client, onde aplicações do Microsoft Windows, ou mesmo o Ambiente de Trabalho inteiro de um computador ficam acessíveis a um cliente remoto. O cliente pode ser qualquer computador, utilizando qualquer Sistema  desde que o protocolo do Terminal Services seja suportado, tanto um barebone como uma máquina mais robusta é suficiente para suportar o protocolo (como por exemplo  Windows Fundamentals for Legacy PCs). Com os Terminal Services, apenas a interface de uma aplicação é apresentada ao cliente. Qualquer instrução é redirecionada através de rede para o servidor, onde a execução de todas as aplicações tomam lugar.Com o uso do Terminal Service, pode-se usar periféricos locais em uma maquina remota, como se estivessem acoplados ao mesmo dispositivo, como mouses, teclados, impressoras, etc.